# Calathea concolor
Calathea concolor là một loài thực vật có hoa trong họ Marantaceae. Loài này được Eichler ex Petersen mô tả khoa học đầu tiên năm 1890.